# Лимар
Лимар је мајстор занатлија, који производи или поправља предмете од лима као што су: ограде, олуци и посуде (посуђе). 
Лимар је и занимање којим се баве радници у фабрици на обради лима. 
Лимар алатом и машинама: сече, савија и обрађује лим да би после тога обрађене делове састављао лемљењем.

## Алат и прибор
У свом раду лимар користи:
- чекић
- маказе
- пресу
- лемилицу
- апарат за заваривање
- бушилицу
- турпију
- брусилицу.